# Музей Креллер-Мюллер
Музей Креллер-Мюллер — художній музей, розташований поблизу містечка Оттерло в Нідерландах, на північному заході Арнема.

## Історія
Найбільшою цінністю фондів музею, є значна колекція картин Вінсента Ван Гога, друга за розмірами колекція картин художника (87 полотен), після збірки живопису Музею Ван Гога в Амстердамі (близько 200 картин і 500 малюнків).
Крім картин Ван Гога, в музеї представлені інші визначні твори мистецтва таких художників, як Піт Мондріан, Жорж-П'єр Сера, Оділон Редон, Жорж Брак, Поль Гоген, Лукас Кранах, Джемс Енсор, Хуан Гріс, Пабло Пікассо.
В музеї також експонуються чотири футуристичні роботи Олександра Богомазова, визначного українського графіка. Вони були придбані в 2015 році у лондонських арт-дилерів за 250 000 євро. Музей розглядає роботи Богомазова як важливе доповнення до колекції італійських футуристів: Джакомо Балла, Умберто Боччоні та Джино Северіні.
Музей названо на честь Єлени Креллер-Мюллер (1869—1939), відомої колекціонерки мистецтва. Єлена Креллер-Мюллер була однією з перших, хто оцінив і визнав художню вартість творів Ван Гога, і активно займався купівлею його робіт.
У 1935 році, незадовго до смерті, вона оголосила свою колекцію громадським надбанням. У 1938 музей, спроектований Анрі ван де Вельде, відкрився для відвідувачів.
Музей відомий своїм «садом скульптур», розташованим в лісопарковій зоні, на території загальною площею більш ніж в 75 акрів (300 000 м ²), який є одним з найбільших в Європі, з прекрасною колекцією сучасного мистецтва. Незвичайне планування саду, відображає концепцію Єлени Креллер-Мюллер про симбіоз мистецтва, архітектури і природи. Колекція включає роботи Огюста Родена, Генрі Мура, Жана Дюбюффе, Марка ді Суверо, Лючо Фонтани, Класа Олденбурга, Фріца Вотруба та багатьох інших.

## Живопис

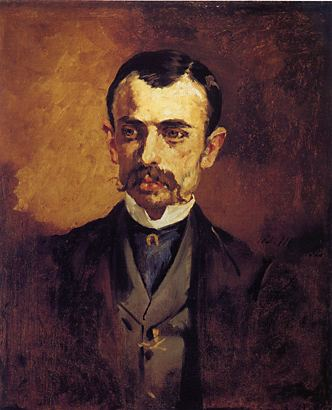
Едуар Мане: Чоловічий портрет
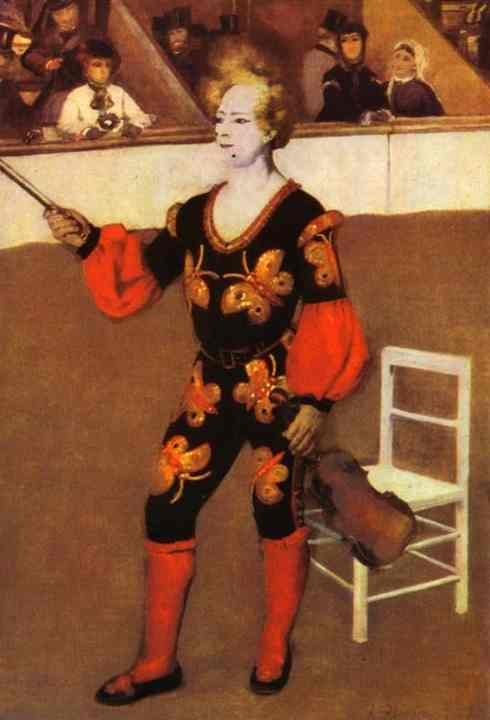
П’єр Огюст Ренуар: Клоун
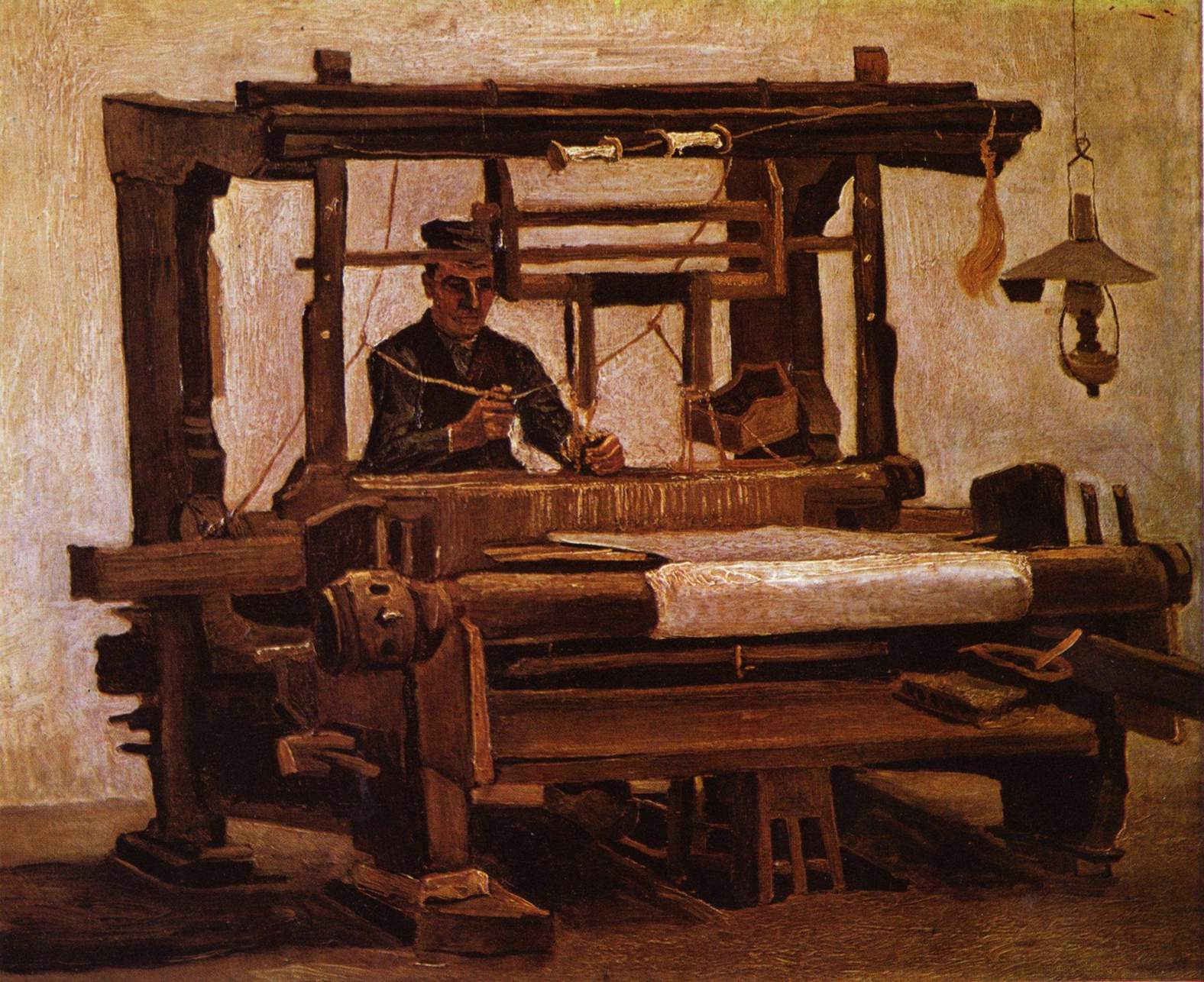
Вінсент ван Гог: Ткач за роботою
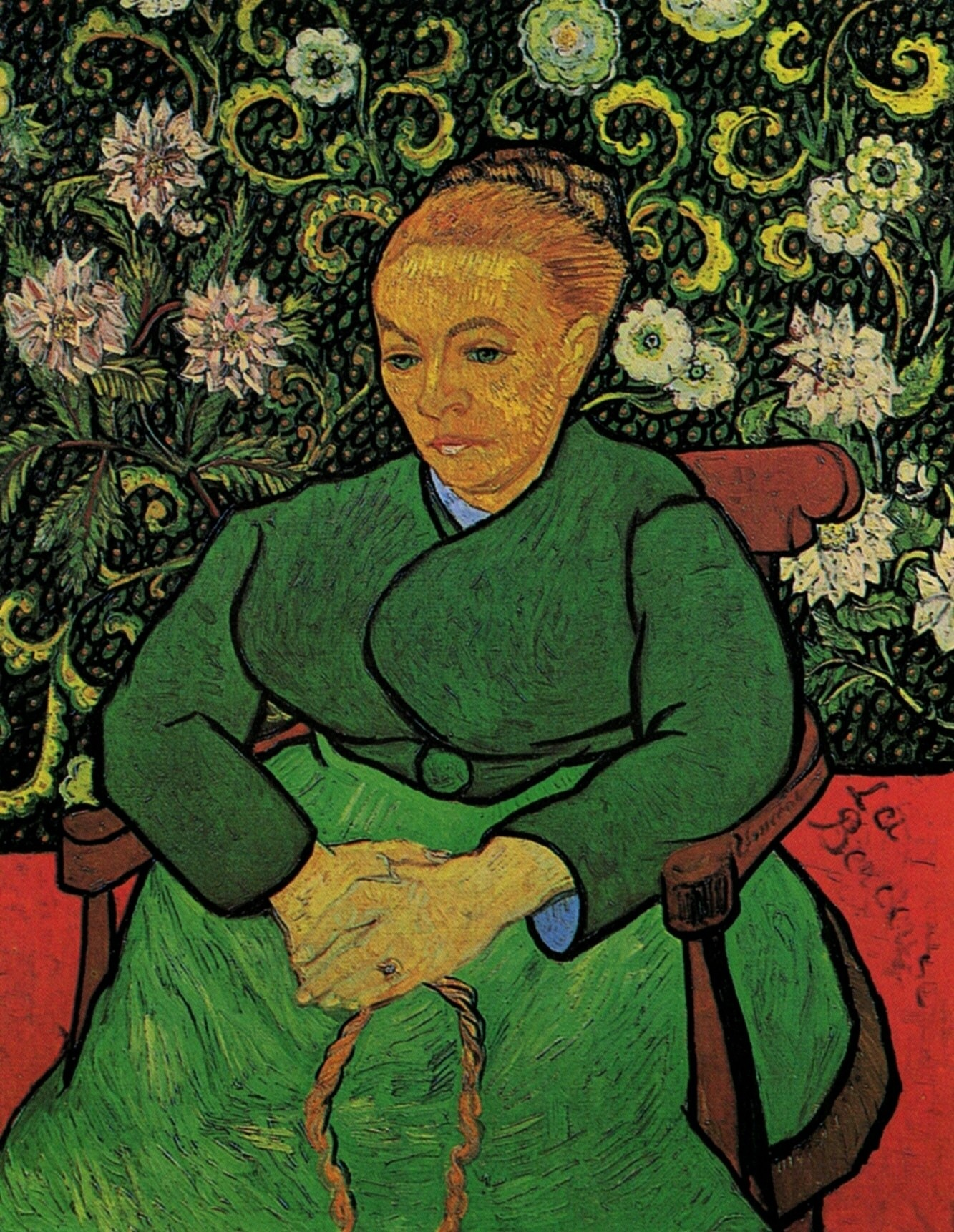
Вінсент ван Гог: Няня (Огюстін Рулен)
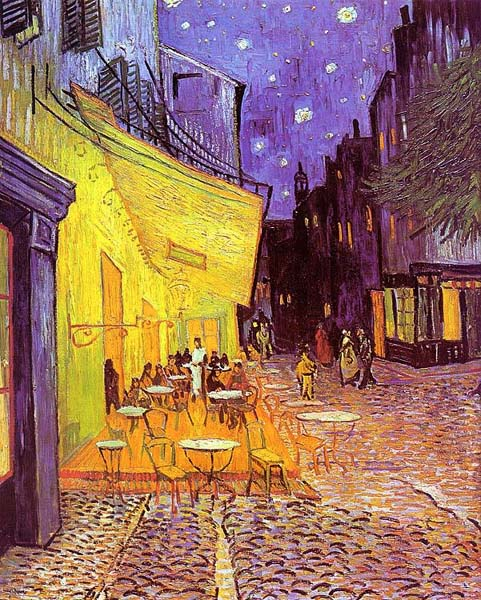
Вінсент ван Гог: Нічна тераса кафе
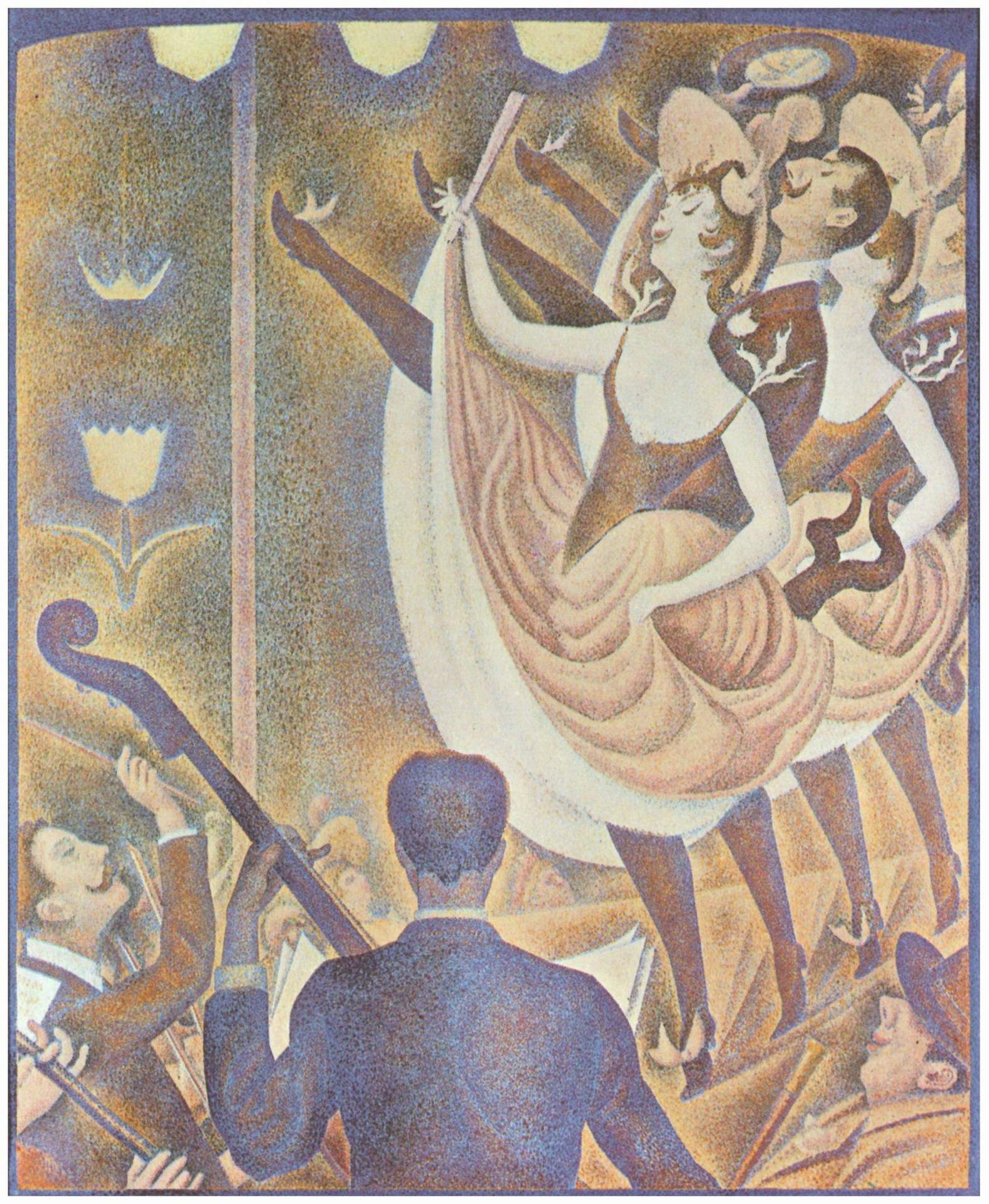
Жорж Сера: Кан-кан
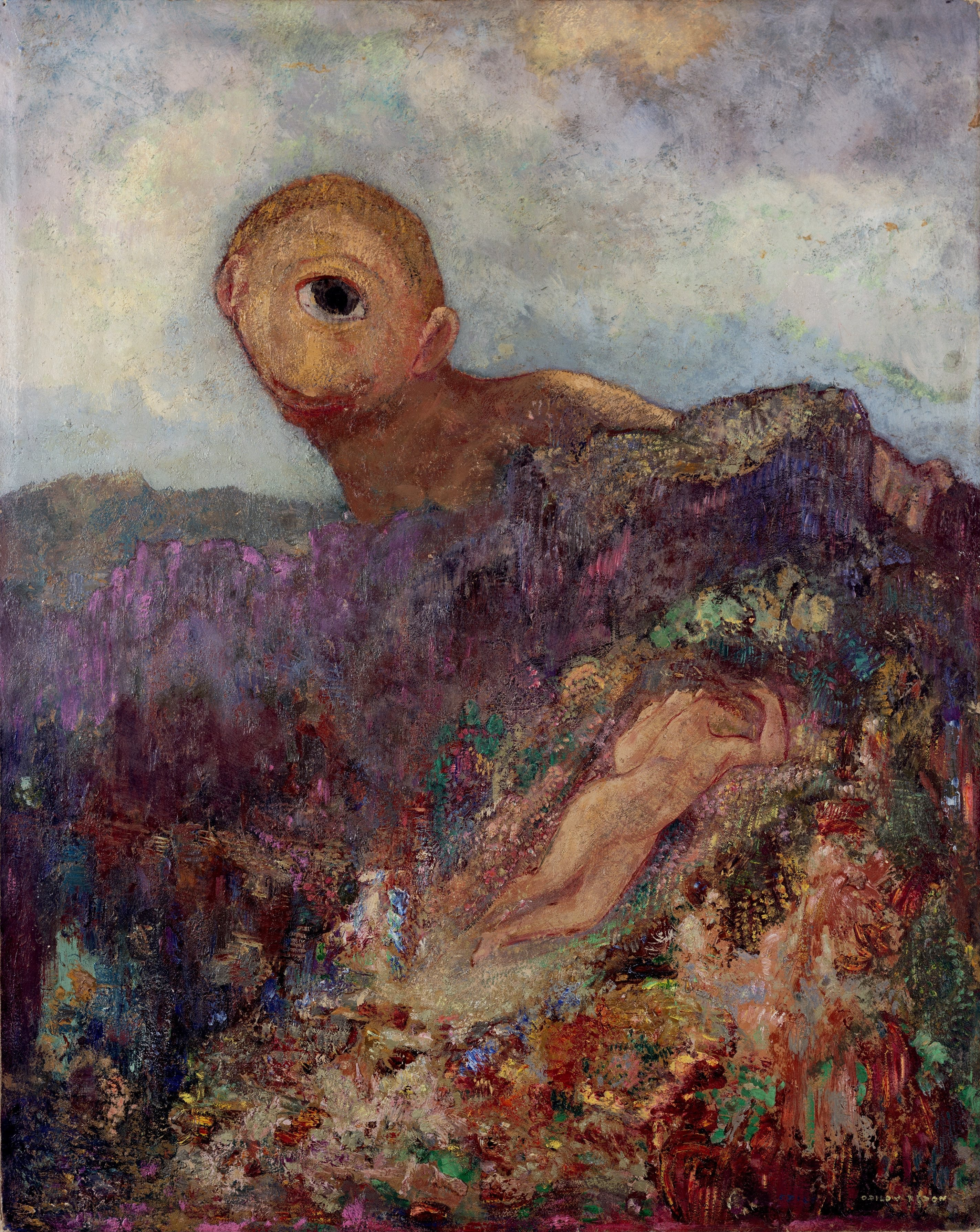
Редон Оділон: Кіклоп
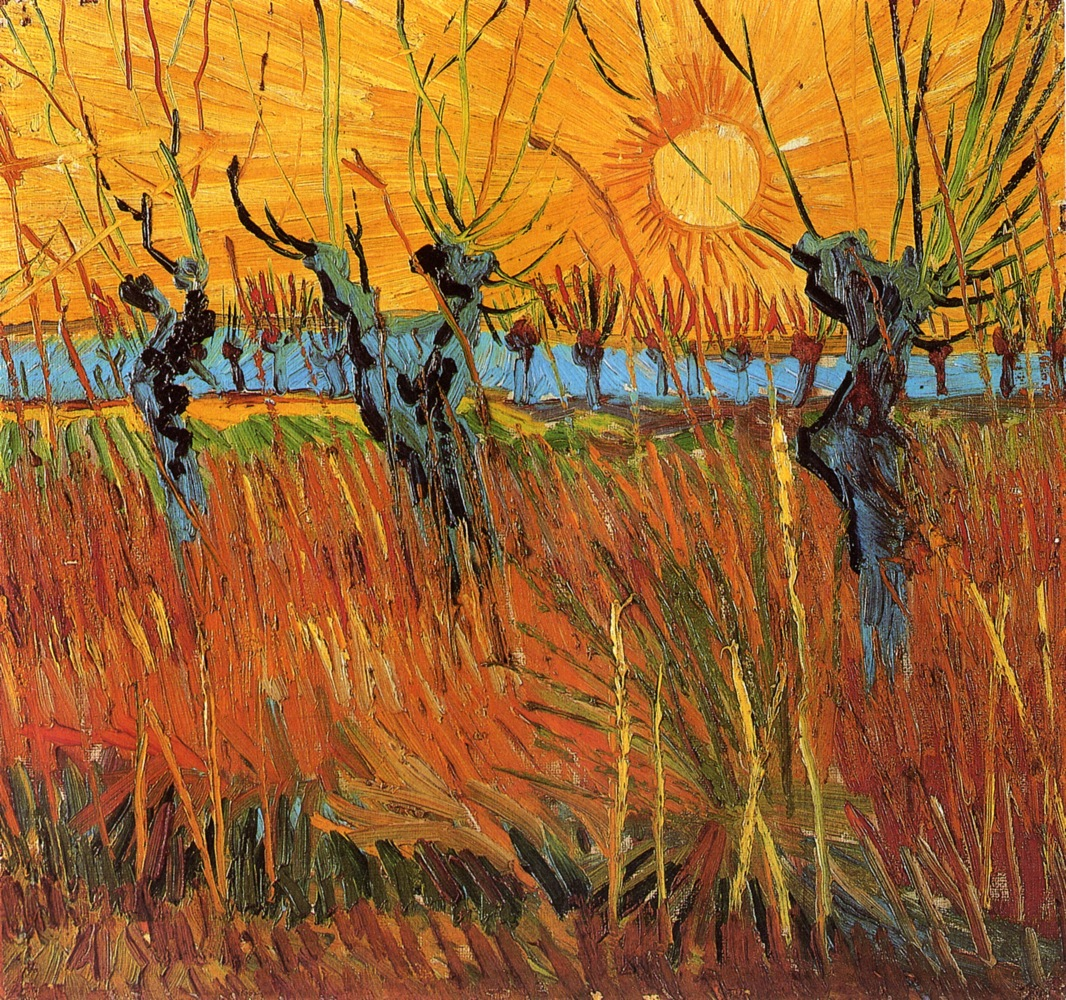
Вінсент ван Гог: Сфера з внутрішньою формою

## Павільйон в парку Музею Креллер-Мюллер (архітектор Альдо Ван Ейк)

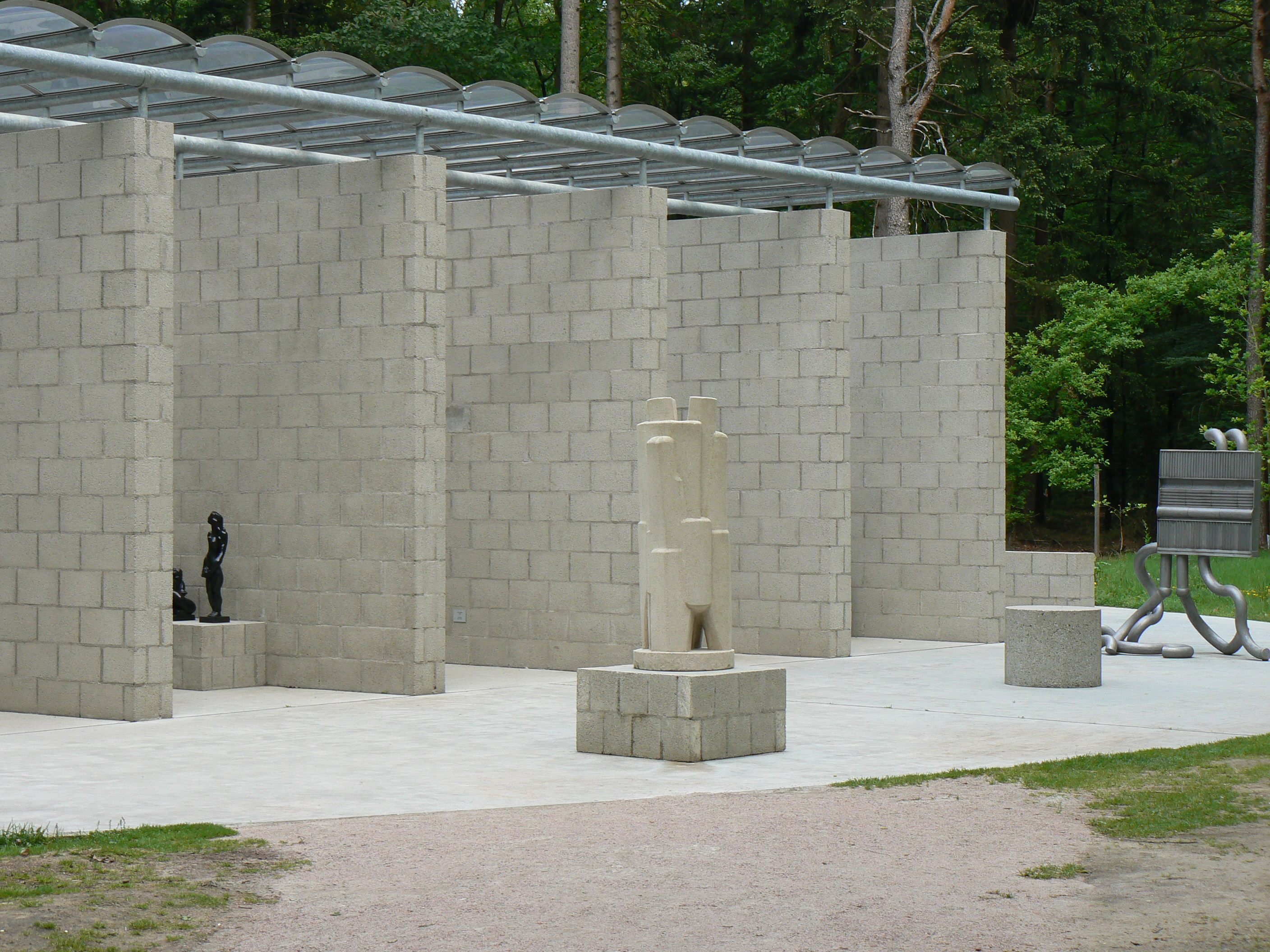
Альдо Ван Ейк, Павільйон Альдо Ван Ейка, 1965-1966 (роконструкція в 2005-2006）∗
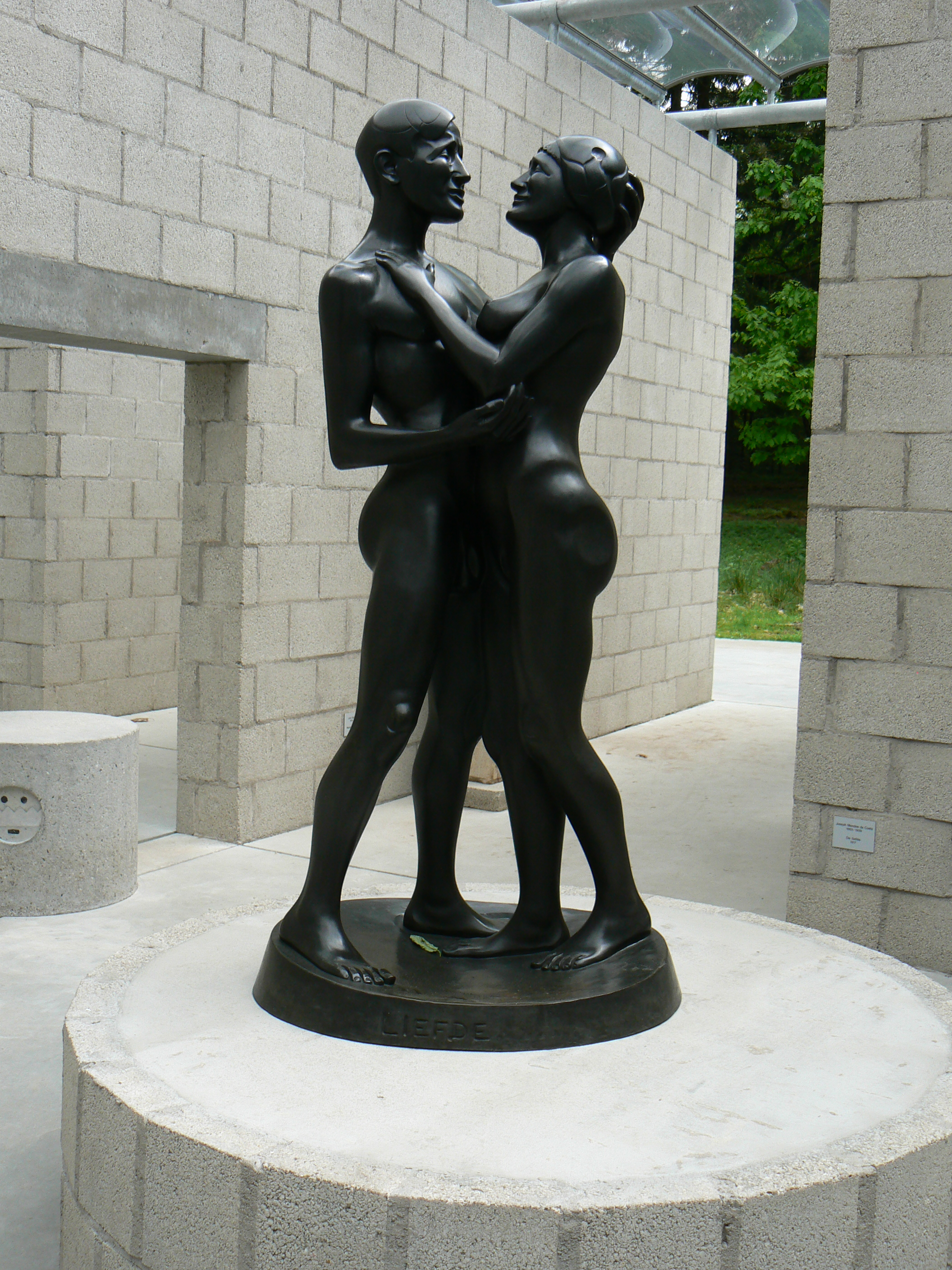
Жозеф Менес ла Коста, Liefde, 1917
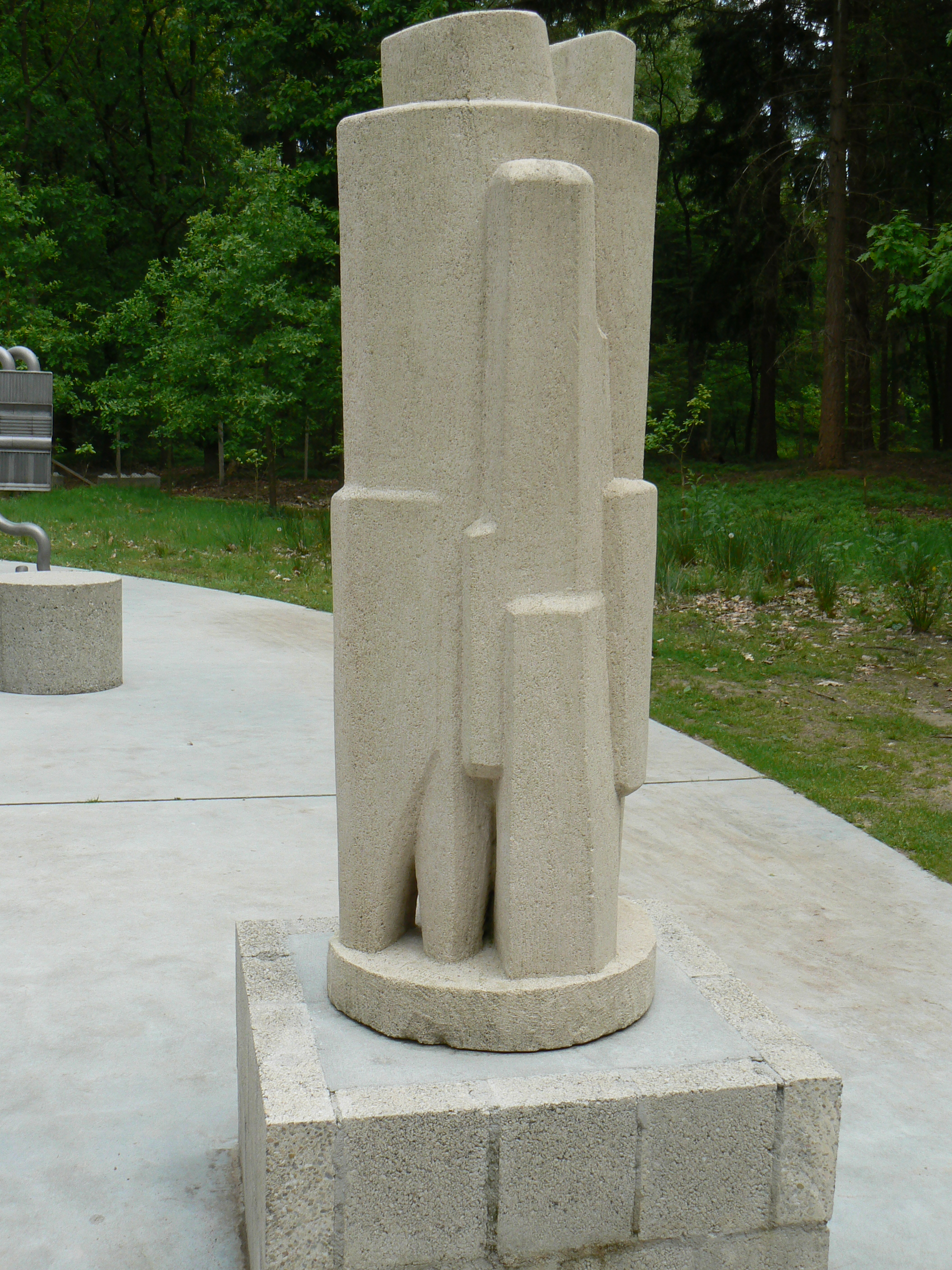
Віллі Антгоонс, Безкінечна форма, 1949 resp. 1960
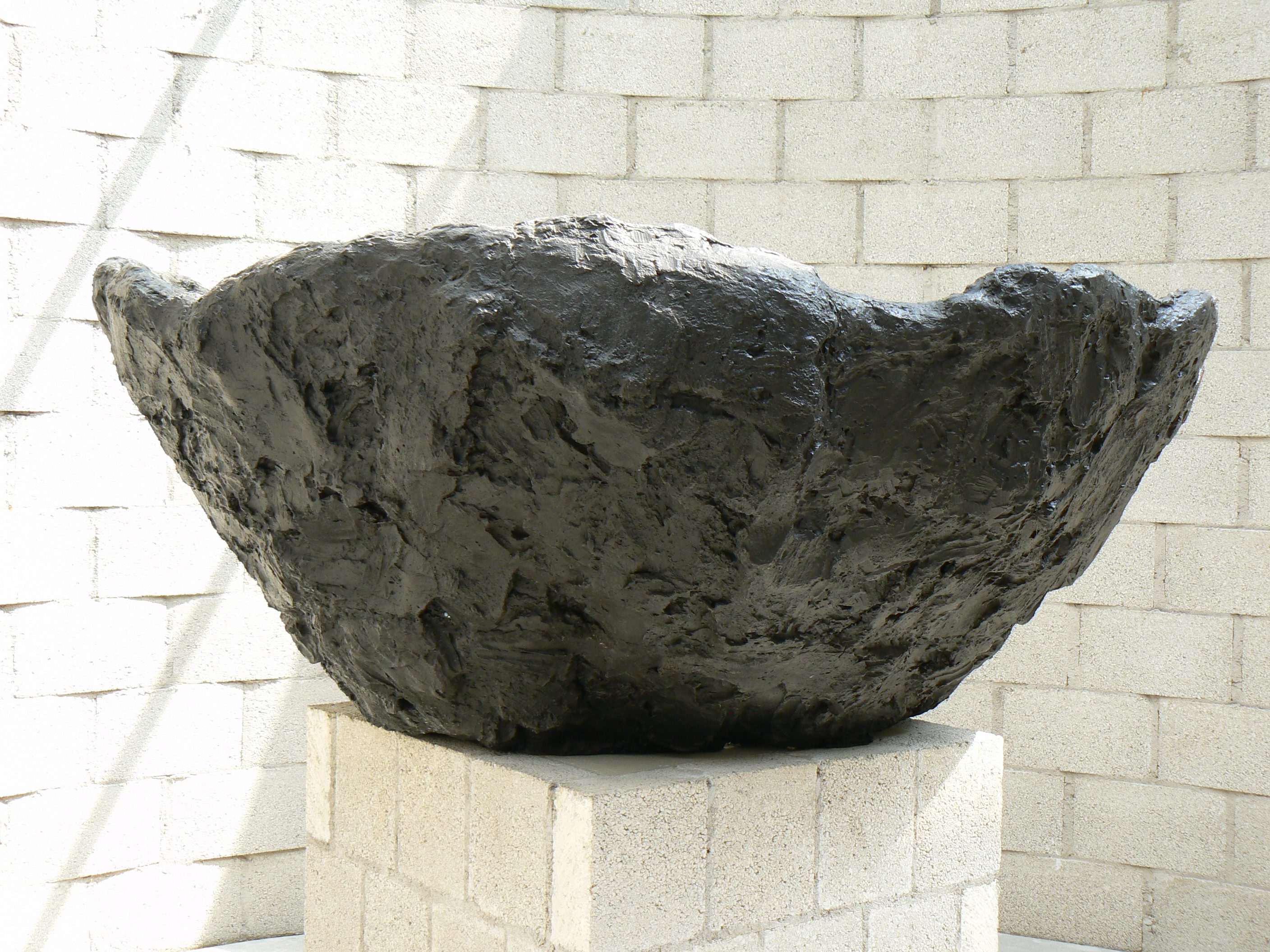
Армандо, Zwarte schaal, 1989
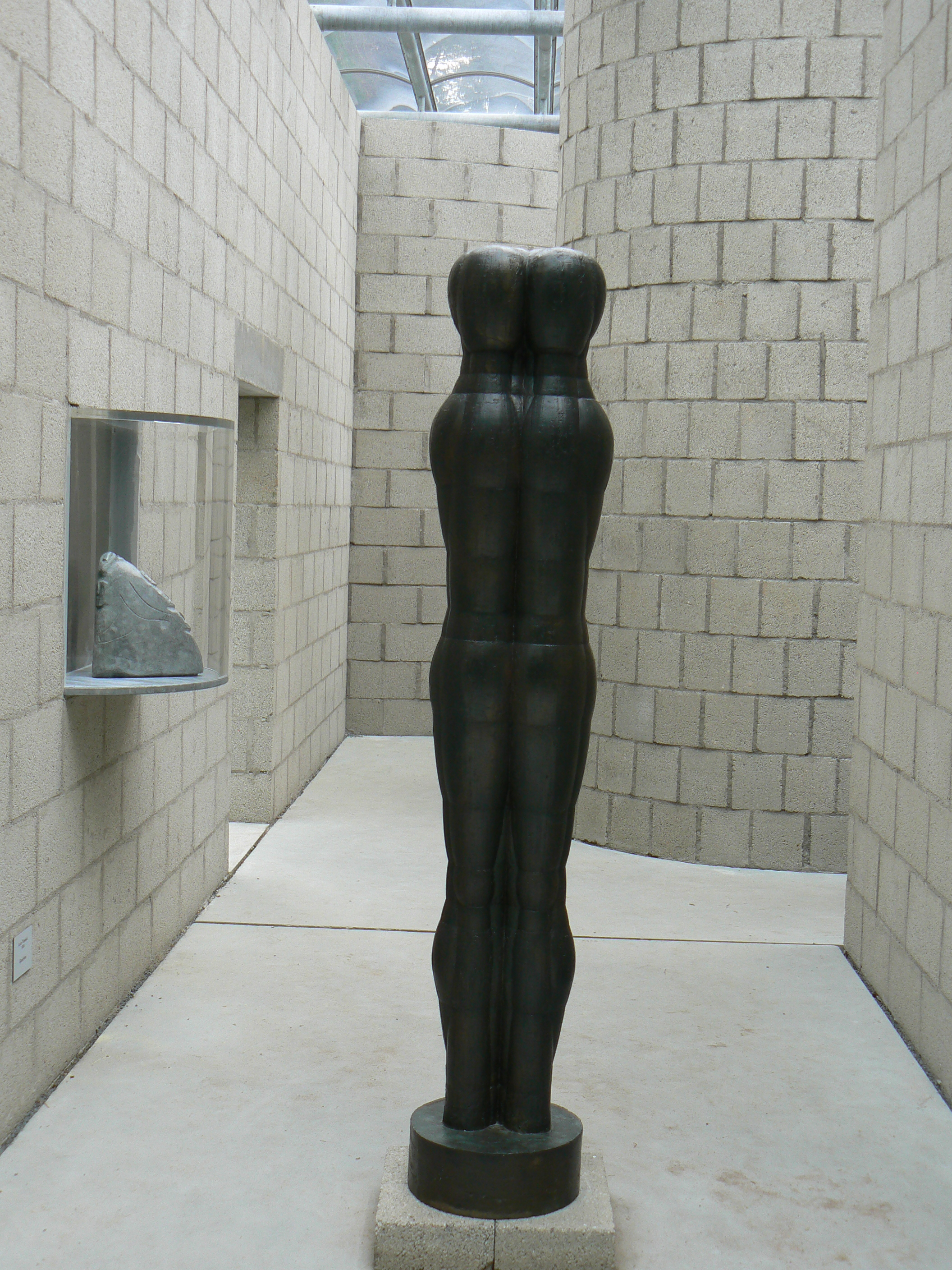
Янніс Аврамідіс, Grosse Figur, 1958
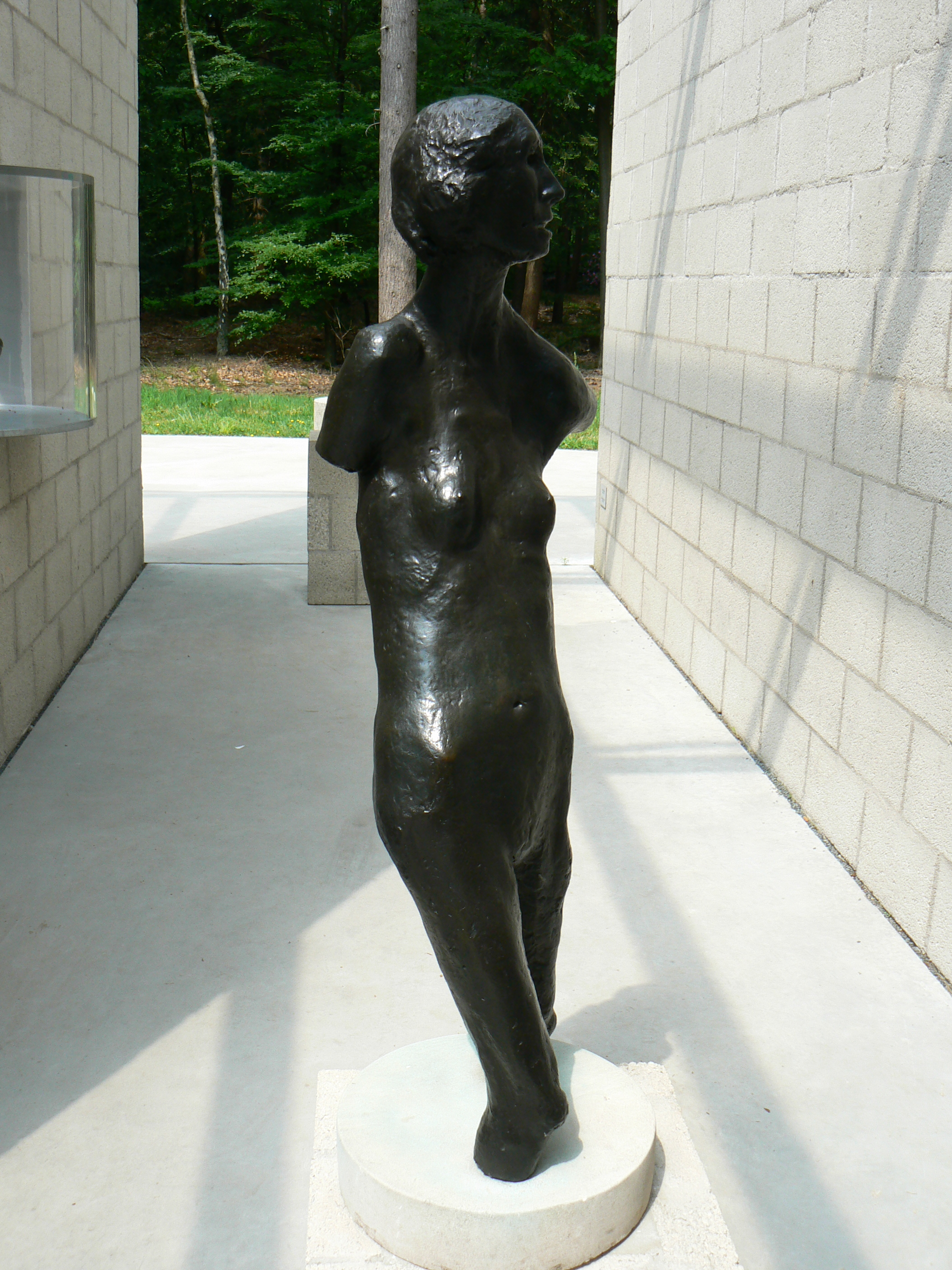
Ральф Браун, Vernal Figure, 1957
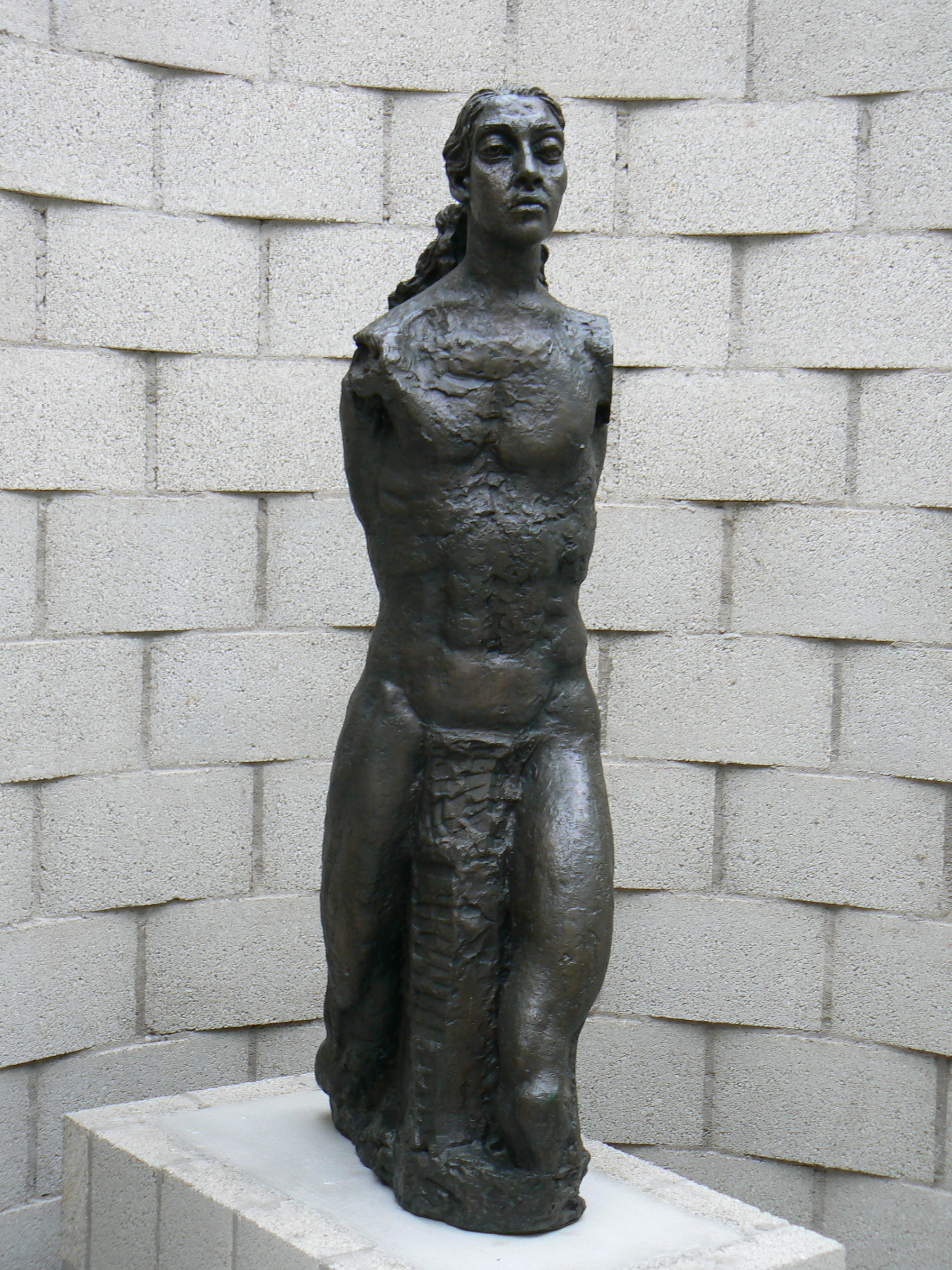
Джекоб Епстайн, Angel-torso, 1923-1961
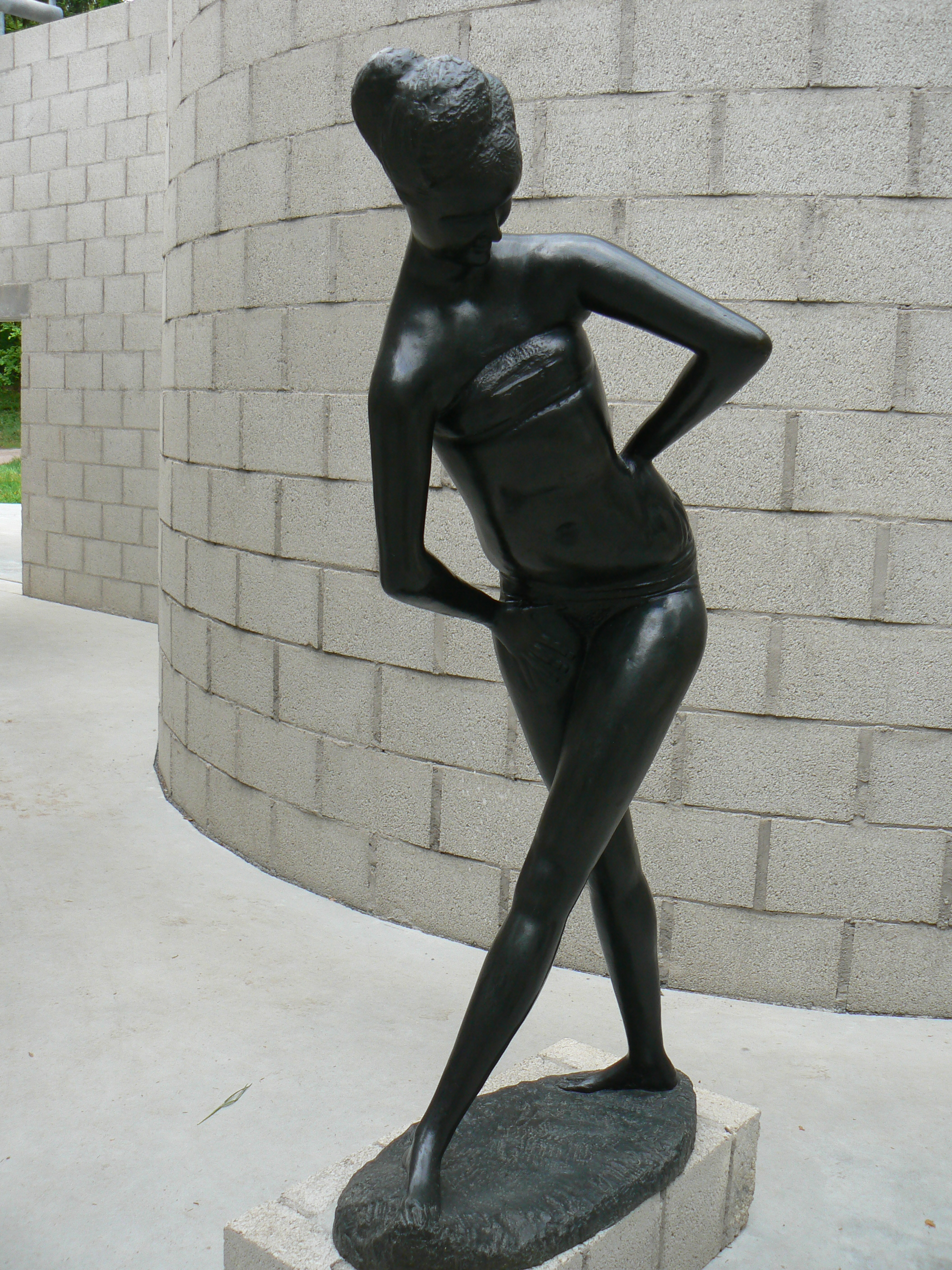
Еміліо Греко, Grande bagnante n. 3, 1957
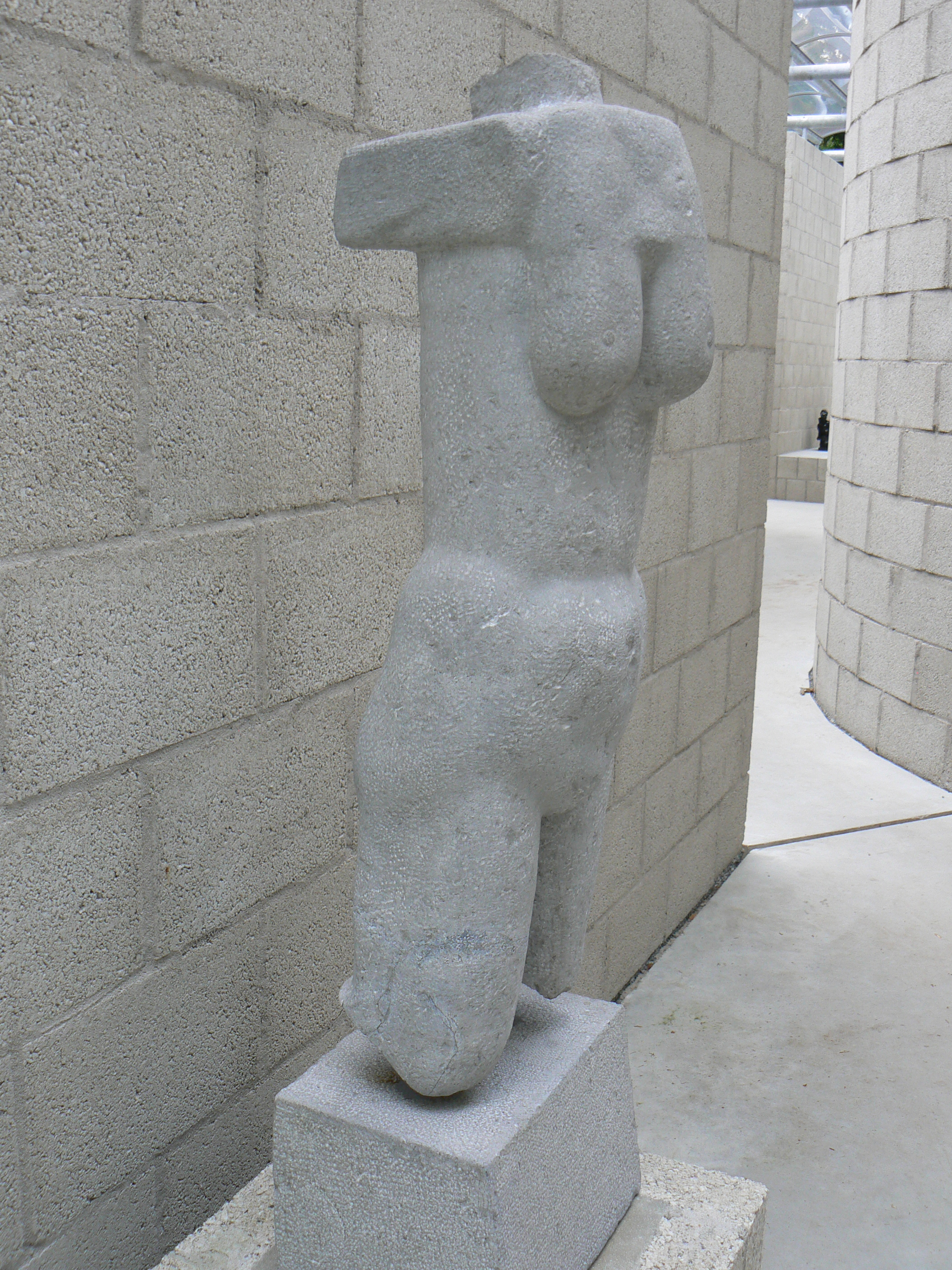
Оскар Єсперс, Vooroverhellende torso, 1932
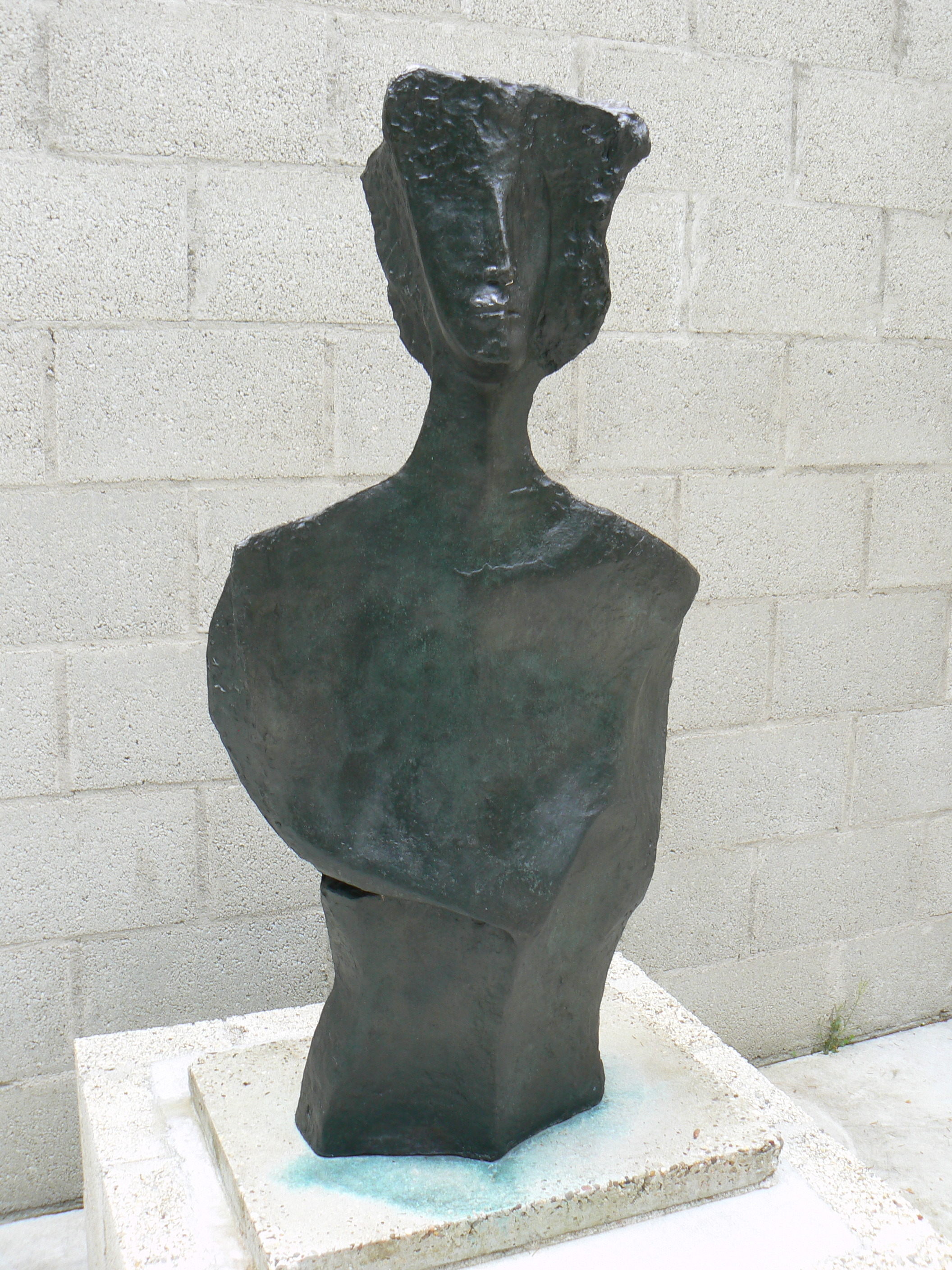
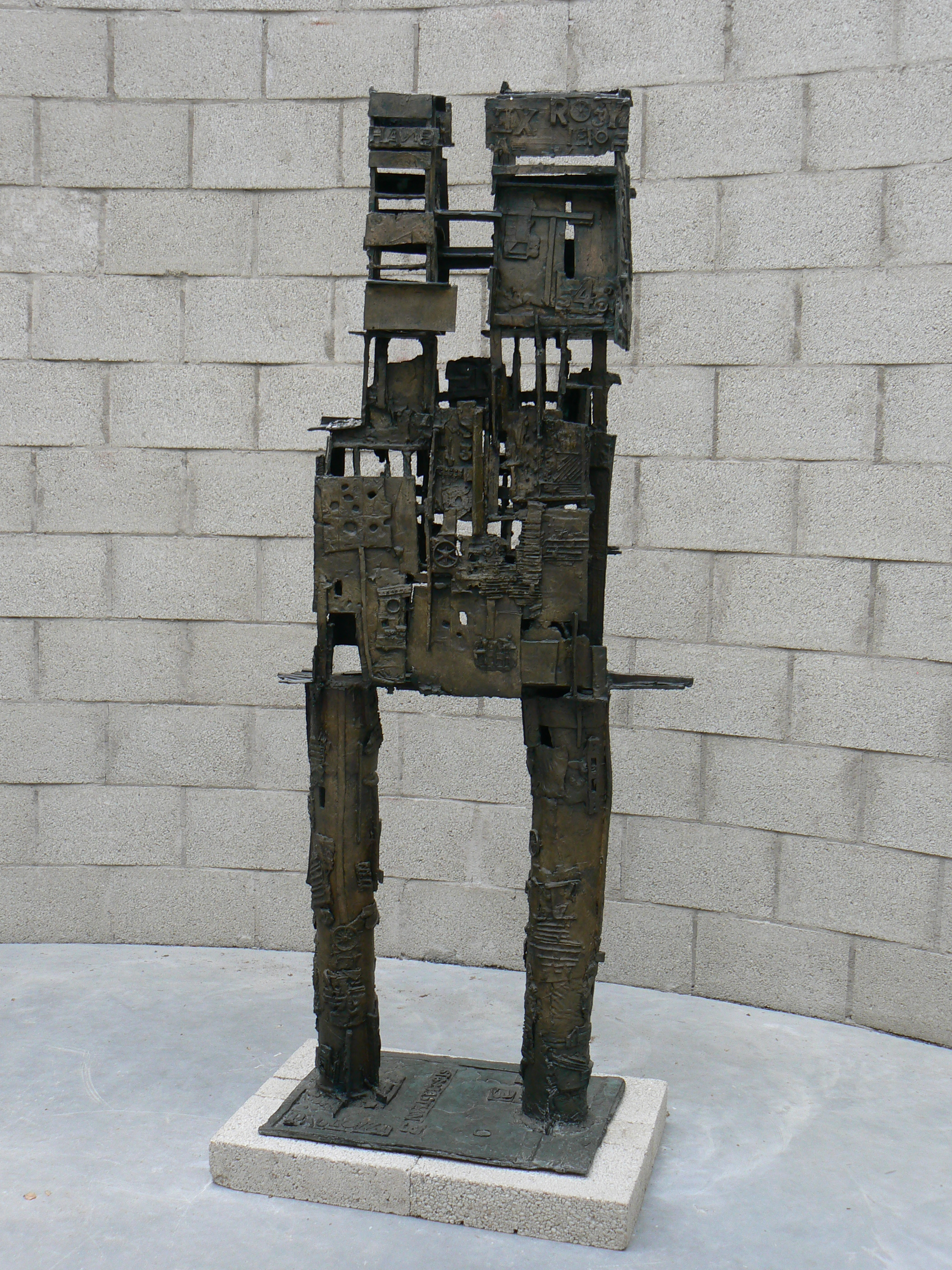
Едуардо Паолоцці
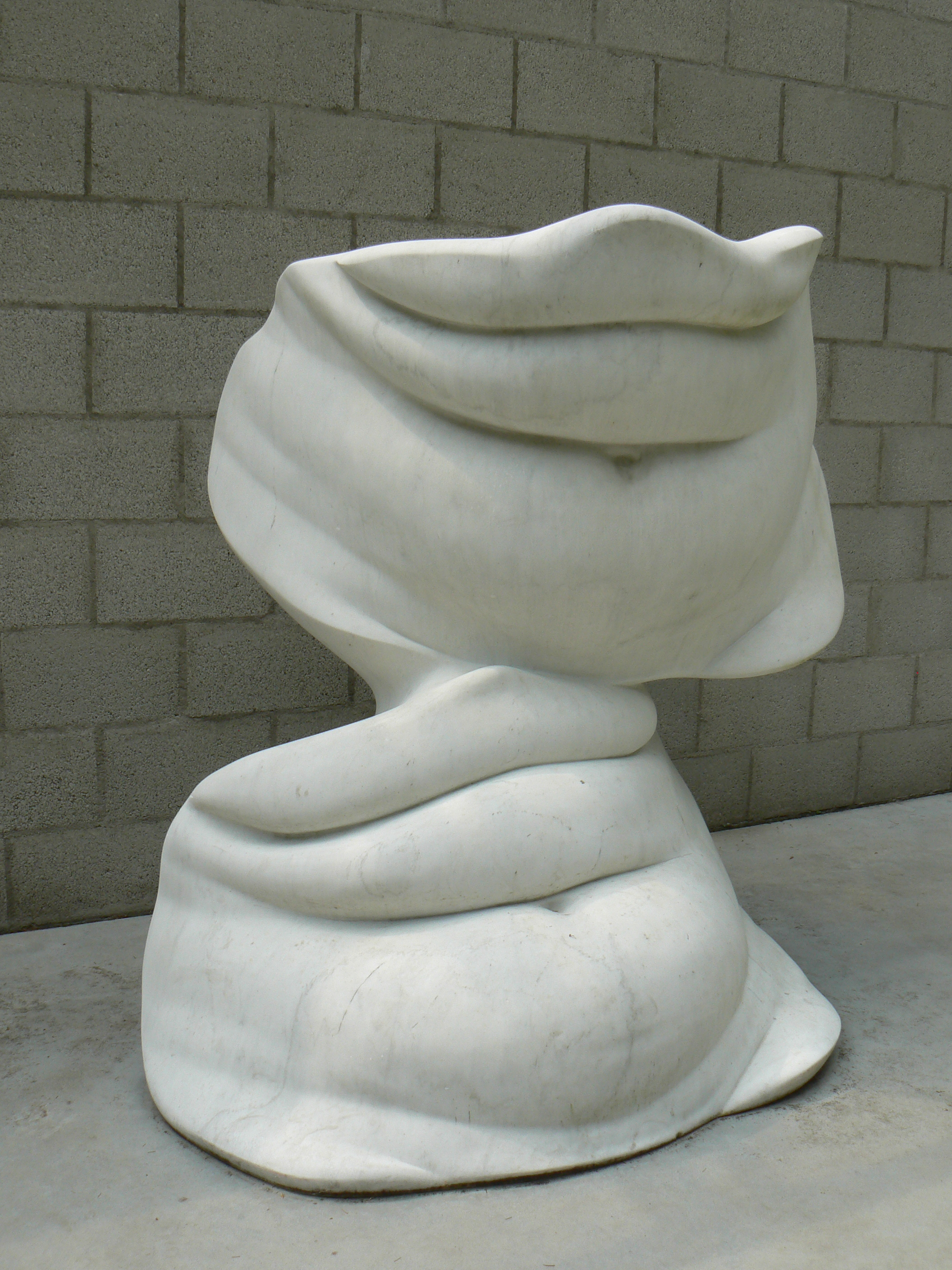
Аліна Шапочніков
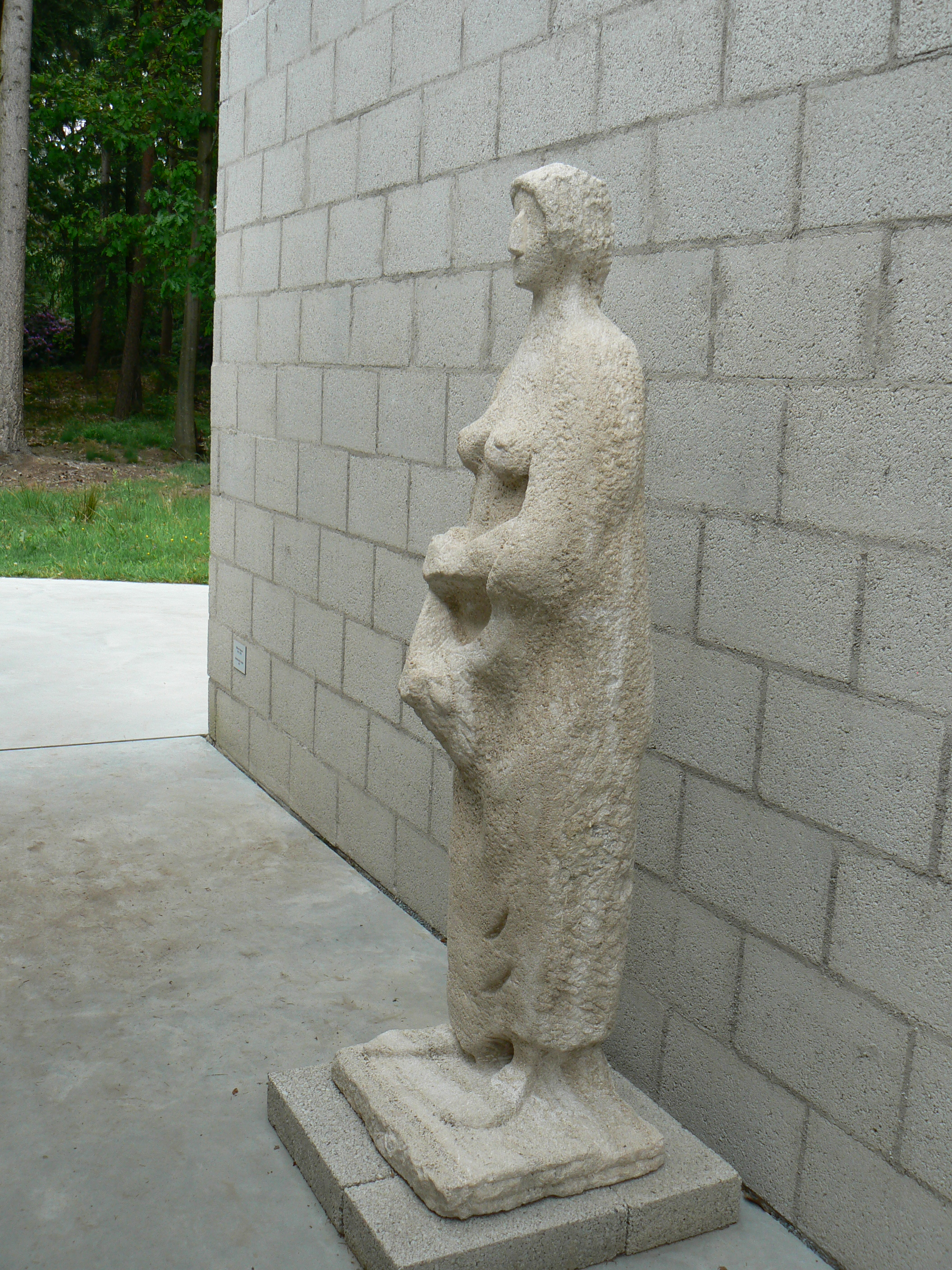
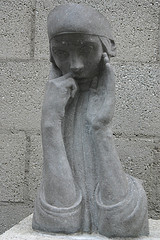
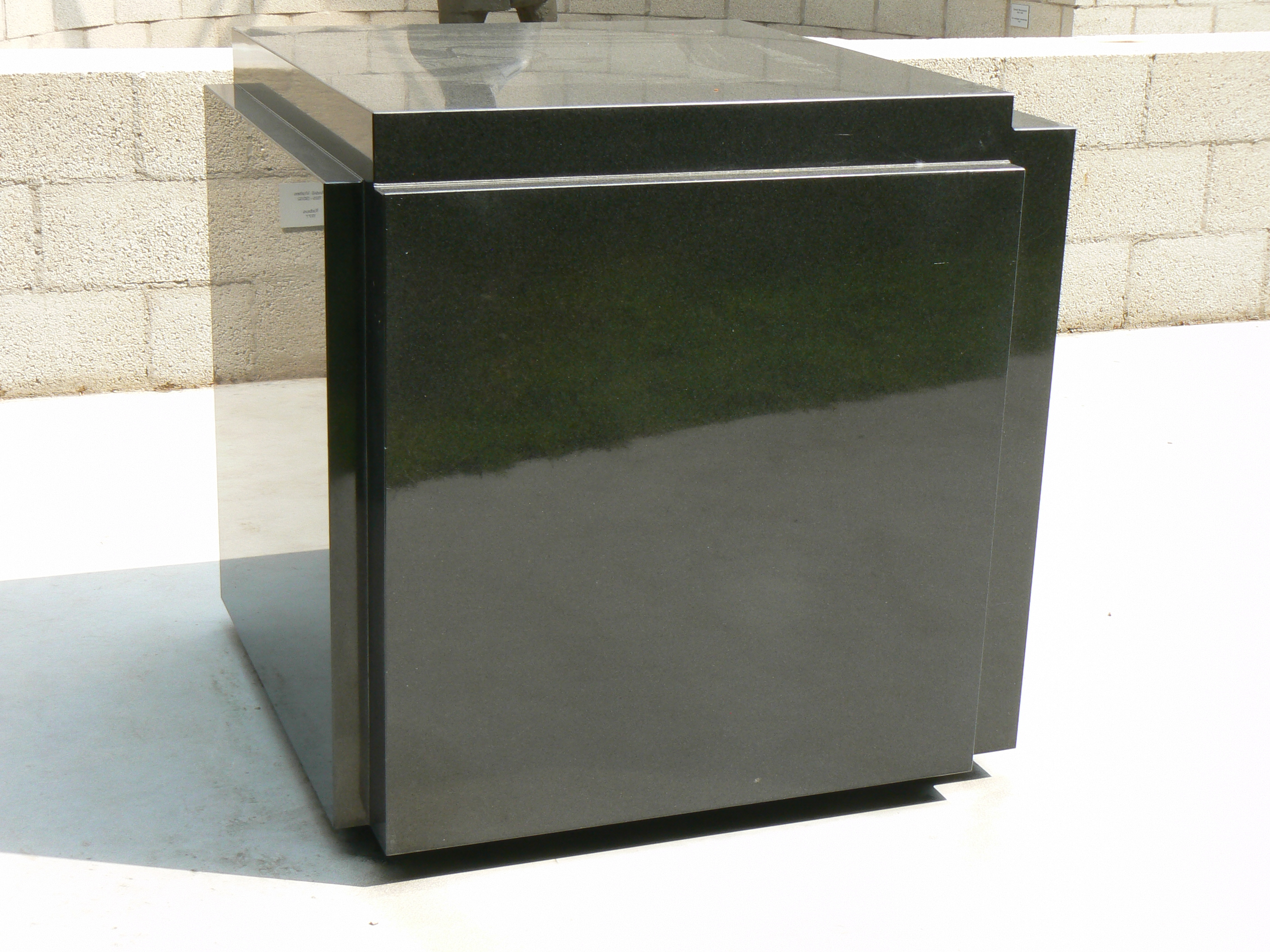
Андре Вольтен
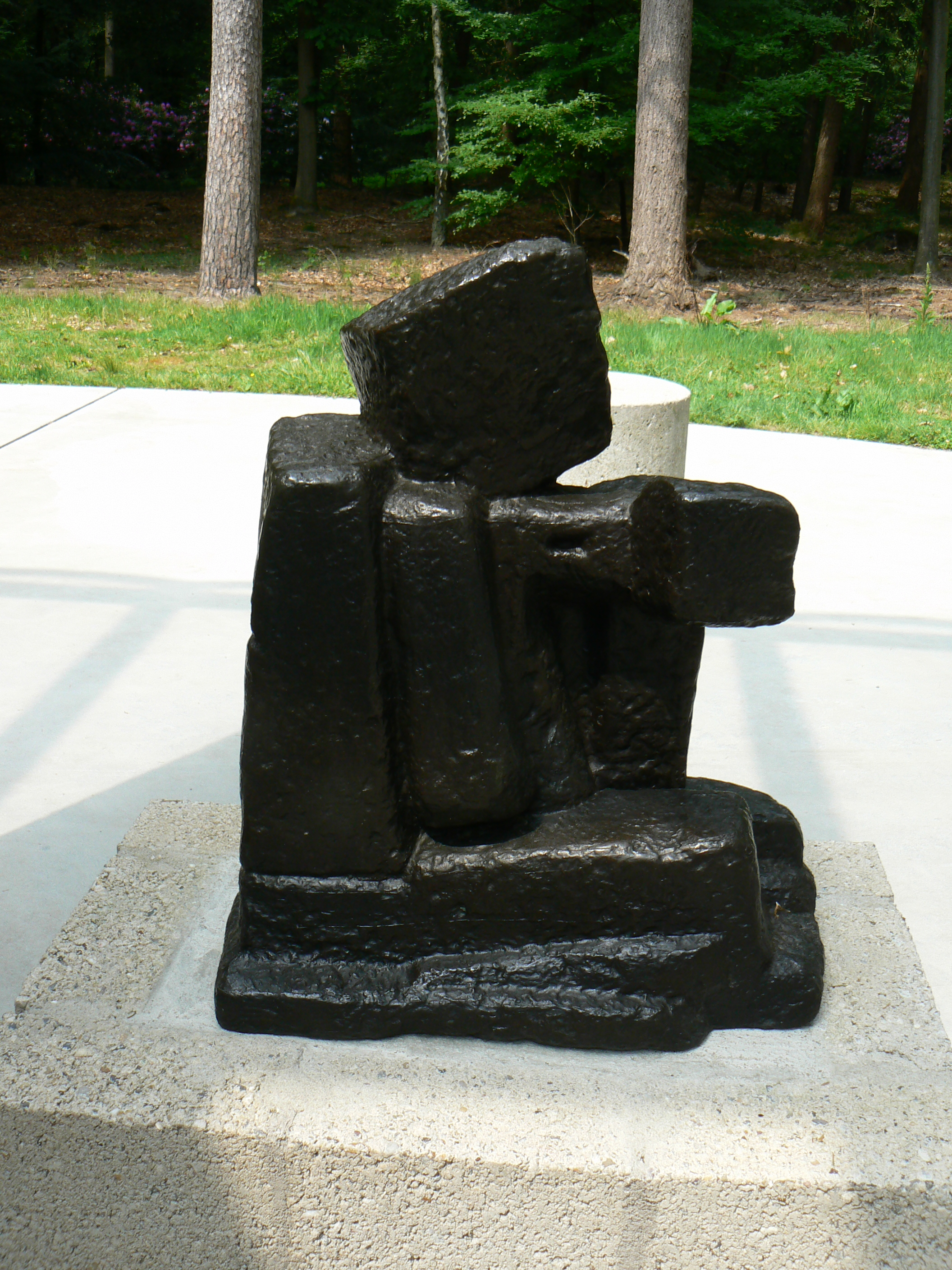
Фріц Вотруба